# Gatell
|  | Per a altres significats, vegeu «Josep Maria Gatell». |

El gatell, gatsaule, gatsalze o gatsalit (Salix atrocinerea) és un arbust o arbre de la família dels salzes. L'epítet "atrocinerea", prové de l'adjectiu llatí cinereus (cendrós) amb el prefix atro (fosc), que es refereix al feltre grisós que cobreix les fulles i les branques joves. Arbust o arbre petit de fins a 12 m d'alt, branques dretes i allargades, les més joves piloses. L'escorça és de color bru grisenc. Les fulles són enteres amb els nervis prominents i de forma ovada o lanceolada, la seva màxima amplada és al terç superior, quan surten són molt piloses per les dues cares. Els pecíols fan de 5 a 15 mm. Les flors es disposen en aments molt pilosos i neixen abans que les fulles. Els aments femenins fan de 2-5 cm de longitud. El fruit és una càpsula tomentosa amb les llavors cobertes de pèls blanquinosos. L'epítet "atrocinerea", prové de l'adjectiu llatí cinereus (cendrós) amb el prefix atro (fosc), que es refereix al feltre grisós que cobreix les fulles i les branques joves. Com tots els salzes el gatell té propietats terapèutiques, l'escorça és febrífuga i també serveix contra l'artritis, gota, disenteria, diarrea, neuràlgies i el mal de cap.

## Híbrids
Sovint està hibridat amb altres espècies del gènere Salix:
- Salix × expectata híbrid entre Salix atrocinerea i Salix cantabrica
- Salix × quercifolia, híbrid entre Salix atrocinerea i Salix caprea
- Salix × guinieri, híbrid entre Salix atrocinerea i Salix cinerea
- Salix × mairei, híbrid entre Salix atrocinerea i Salix pedicellata
- Salix × altobracensis, híbrid entre Salix atrocinerea i Salix bicolor
- Salix × viciosorum, híbrid entre Salix atrocinerea i Salix purpurea
- Salix × secalliana, híbrido entre Salix atrocinerea i Salix salviifolia
- Salix × multidentata, híbrid entre Salix atrocierea i Salix trianda
- Salix × stipularis híbrid entre Salix atrocinerea i Salix viminalis

## Ecologia
Es distribueix per Europa, arribant al centre i sud d'Escandinàvia. És molt freqüent a la península Ibèrica, i es troba també a Còrsega, però manca a les Balears. Als Països Catalans hi ha les varietats atrocinerea i catlaunica. A l'Àfrica es troba al Marroc i Tunis.
Viu en boscs de ribera i torrenteres, sobretot a l'estatge montà. En terrenys frescos preferentment en llocs amb una certa humitat en el sòl. Des del nivell del mar fins als 2000 m d'altitud.
Floreix des del mes de gener fins a març o abril, segons el lloc, la disseminació de les llavors és a través del vent i es produeix de març abril.